# 今泉村 (静岡県)
今泉村（いまいずみむら）は静岡県の東部、富士郡に属していた村である。現在の富士市中心部の東北一帯にあたる。

## 歴史

### 村名の由来
この付近に泉が多かったことによる瑞祥地名。

### 沿革
- 1889年（明治22年）4月1日 - 町村制の施行により、今泉村、石坂村、一色村、今宮村、神戸村、依田橋村が合併して発足。
- 1942年（昭和17年）6月14日 - 吉原町と合併し、改めて吉原町が発足。今泉村は消滅。
- 1948年（昭和23年）4月1日 - 吉原町が市制施行して吉原市となる。
- 1966年（昭和41年）11月1日 - 吉原市が富士市・鷹岡町と合併して富士市となる。

## 交通

### 鉄道路線
岳南電車岳南線本吉原駅（開業時は吉原駅）が旧村域に所在するが、当時は未開業。

### 道路
現在は東名高速道路が旧村域を通過しているが、当時は未開通。

## 村長
- 金子彦太郎：1935年 - 1942年